# Stanisław Wirołajnen
Stanisław Iwanowicz Wirołajnen, ros. Станислав Иванович Виролайнен (ur. 13 października 1988 w Leningradzie) – rosyjski hokeista.

## Kariera
- SKA 2 Sankt Petersburg (2005-2006, 2008)
- Spartak Sankt Petersburg (2006)
- HK Piter (2006-2008)
- HK WMF (2008-2014)
- Orlik Opole (2014-2015)

Wychowanek SKA Sankt Petersburg. Występował w rozgrywkach III ligi rosyjskiej (2005-2009) i WHL (2009-2014) w klubie HK WMF. Od przełomu sierpnia i września 2014 zawodnik Orlika Opole w rozgrywkach Polskiej Hokej Ligi. Zawodnikiem Orlika był do 2015.